# BMW VI

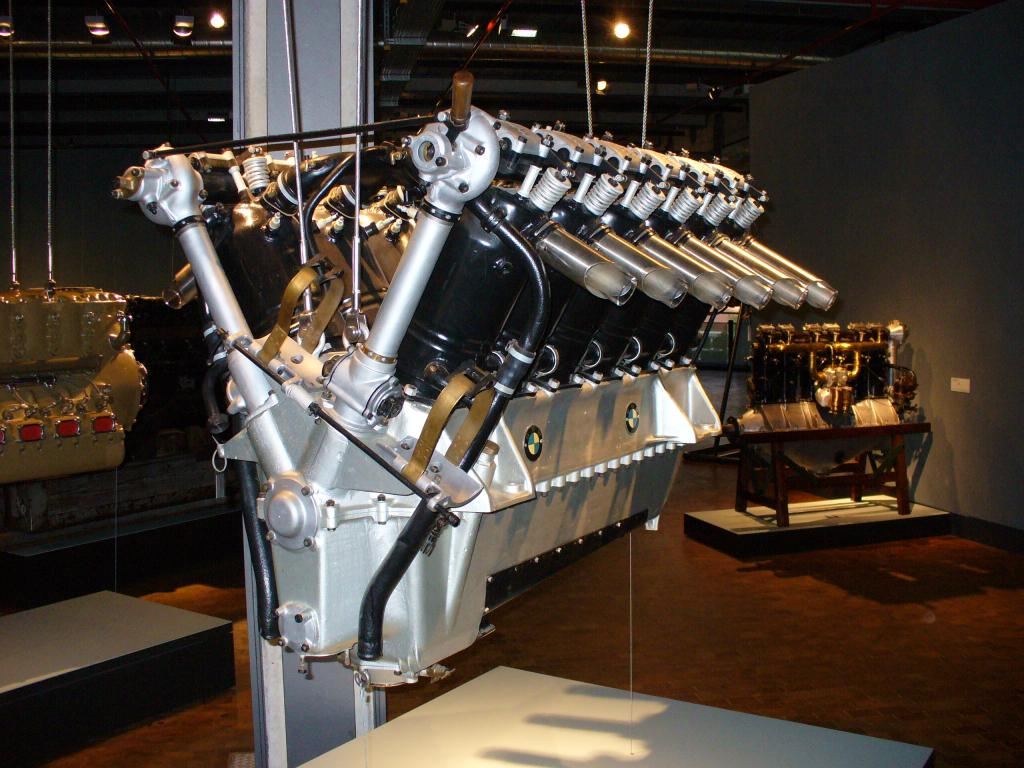
BMW VI

BMW VI は1920年代にドイツのBMWで開発された液冷式V型12気筒の航空用エンジンである。大戦間期のドイツの主要航空エンジンの一つであった。

## 設計と開発
BMW VI はBMW IV の気筒数を倍にした発展型である。最初のV型12気筒エンジンは60度のバンク角で作られた。
1926年に生産を開始し、既に1,000基のBMW VI が供給された後で、1930年からドイツが再び軍用機の生産を許されると、追加需要により生産量は急速に上昇した。1933年にはBMW VI はBMW初の燃料直接噴射方式の実験に用いられた。
BMW VI は多くの出力と長距離飛行の記録を樹立した。その中には1930年に行われた、ヴォルフガング・フォン・グロナウの、2基のBMW VIを搭載したドルニエ Do.J 飛行艇による世界初の東から西への大西洋横断飛行も含まれる。
BMW VI は"シーネンツェッペリン"高速鉄道試験車両にも使用され、230.2 km/hの記録を樹立した。
多くの派生型が開発され、日本とソビエトでもライセンス生産された。
日本では日本陸軍が採用し、川崎がライセンス生産し、「ベ式四五〇馬力発動機」（BMW-6）という陸軍制式名称で呼ばれる。
ソビエトではミクーリン M-17としてライセンス生産し、1930年から1941年にかけて27,000基以上が生産された。ソ連軍の航空機や戦車に搭載され、独ソ戦において皮肉にもドイツ軍を苦しめた。

## 主な搭載機
- アルバトロス L 77
- アラド Ar 64
- アラド Ar 65
- アラド Ar 68
- ドルニエ Do 10
- ドルニエ Do 17
- ハインケル He 45
- ハインケル He 59
- ハインケル He 60
- ハインケル He 70
- ハインケル He 51
- 川崎 八八式偵察機
- 川崎 八八式軽爆撃機
- 川崎 九二式戦闘機
- ツポレフ TB-3

## 性能諸元（BMW VI d）
- 形式： 液冷V型12気筒
- ボア×ストローク： 160 mm×190 mm
- 排気量： 46.9 L
- 圧縮比： 7.3
- 全長： 1,810 mm
- 全幅： 859 mm
- 全高： 1,103 mm
- 乾燥重量： 510 kg
- 出力： 750 PS/1,700 rpm（離昇）